# Розваж (Золочівський район)
Ро́зваж — село в Золочівському районі Львівської області (Україна).
Населення — 350 осіб.
Орган місцевого самоврядування — Золочівська міська рада.
Поблизу мурованого храму збереглася дерев'яна римо-католицька каплиця з 1930-х рр.